# Jim Haslett
James Donald Haslett, detto Jim (Pittsburgh, 9 dicembre 1955), è un ex giocatore di football americano e allenatore di football americano statunitense nella National Football League.

## Carriera
Haslett frequentò la Indiana University of Pennsylvania e fu scelto nel corso del secondo giro (51º assoluto) del Draft NFL 1979 dai Buffalo Bills. Dopo la sua prima stagione fu premiato come rookie difensivo dell'anno. Rimase coi Bills fino al 1985 e giocò l'ultima stagione nel 1987 con i New York Jets.
Nel 2000, Haslett fu nominato capo-allenatore dei Saints portandoli da un record di 3-13 nell'ultima stagione di Mike Ditka a 10-6 e al loro secondo titolo di division della storia, oltre che alla loro prima vittoria di sempre nei playoff, contro i St. Louis Rams. A fine anno fu premiato come allenatore dell'anno. Rimase con la squadra fino al 2005, stagione dopo la quale fu licenziato. Nel 2006 divenne il coordinatore difensivo dei Rams. Il 29 settembre 2008 fu nominato capo-allenatore ad interim per il resto della stagione, che concluse però con un record parziale di 2-10. Dal 2010 divenne il coordinatore difensivo dei Washington Redskins, rimanendo in carica anche dopo la sostituzione del capo-allenatore Mike Shanahan con Jay Gruden nel 2014.

## Palmarès
Giocatore
- All-Pro: 1

1980
- Rookie difensivo dell'anno - 1979
- PFWA All-Rookie Team - 1979
- College Football Hall of Fame

Allenatore
- Allenatore dell'anno: 1

2000

## Statistiche
| Sack       | 4,5 |
| Intercetti | 6   |